# Piet Fransen (Theologe)
Piet Frans Fransen (* 10. Dezember 1913 in Tournai; † 2. Dezember 1983 in Löwen) war ein belgischer römisch-katholischer Theologe und Dogmenhistoriker. Er gehörte dem Jesuitenorden an.

## Leben
Piet Fransen war der Sohn von Franciscus Fransen, eines Professors für Psychologie in Gent, und dessen Ehefrau Angela Thuysbaert. Er besuchte die humanistische Mittelschule im Französisch sprechenden Teil Belgiens. Im Jahr 1930 trat Fransen in die Gesellschaft Jesu ein. Er studierte Philosophie (Lizenziat 1941) und Katholische Theologie (Lizenziat 1944) am St.-Johannes-Berchmans-Kolleg der Jesuiten in Eegenhoven bei Löwen und wurde 1943 zum Priester geweiht. Mit seiner 1947 an der Gregoriana in Rom eingereichten und bis heute weithin beachteten Arbeit zur dogmatischen Bedeutung der Kanones des Konzils von Trient über die Ehescheidung wurde er 1952 bei dem aus Kempen am Niederrhein stammenden Dogmatiker Heinrich Lennerz SJ (1899–1961) zum Doktor der Theologie promoviert.
Seit 1948 lehrte er dogmatische Theologie an der Theologischen Hochschule des Jesuitenordens in Löwen und wurde bei deren Übernahme in die Katholische Universität von 1967 bis 1969 erster Dekan des Centrum voor Kerkelijke Studies (C.K.S.) in Löwen, einer zentralen theologischen Ausbildungsstätte für Ordensgeistliche verschiedener Gemeinschaften, und ab 1969 Vorsitzender der englischen Sektion dieses Instituts. Er übernahm Lehraufträge an zahlreichen ausländischen Jesuitenhochschulen, darunter das Canisianum an der Universität Maastricht (1956), das Heythrop College der Universität London (1957 und 1968), das Lovanium in Kinshasa (1958), die Fordham University in New York (1960 und 1962) und die University of San Francisco (1968). Seit 1969 bis zu seinem Tod war er Inhaber des Lehrstuhls für Dogmatik und Moraltheologie an der niederländischsprachigen Teiluniversität in Löwen (Katholieke Universiteit Leuven).
Besonders eng war Fransen im Rahmen seiner internationalen Lehrtätigkeit mit der Universität Innsbruck verbunden, wo er seit 1962 und bis in die späteren 1970er Jahre als Honorarprofessor für dogmatische Theologie regelmäßig Vorlesungen hielt. Zu erwähnen ist in diesem Zusammenhang seine häufige Zusammenarbeit mit Karl Rahner, der vor dem Zweiten Vatikanischen Konzil am Innsbrucker Jesuitenkolleg Canisianum tätig gewesen war. Rahner ließ sich während seiner durch die Arbeit als Konzilstheologe für den Wiener Kardinal König bedingten Abwesenheit am Jesuitenkolleg mehrfach von Fransen vertreten. 1970 verlieh die Leopold-Franzens-Universität Innsbruck Piet Fransen die Ehrendoktorwürde.
Piet Fransen trat als Herausgeber und Mitarbeiter mehrerer theologischer Fachzeitschriften (u. a. Bijdragen, Tijdschrift voor Theologie, Louvain Studies, Collationes) in Erscheinung und war besonders während der ersten beiden Sitzungsperioden des Zweiten Vatikanischen Konzils intensiv fachjournalistisch tätig. In die Vorbereitung des in der dritten Konzilsperiode verhandelten Neuentwurfs der Offenbarungskonstitution Dei Verbum flossen neben vielen anderen zeitgenössischen Theologenmeinungen auch Anregungen Fransens ein. Ab 1970 war Fransen maßgeblich am Aufbau des Centrum voor Conciliestudie Vaticanum II in Löwen beteiligt, zu dessen Gründungsmitgliedern er zusammen mit dem Kirchenrechtler Willy Onclin (1905–1989), dem Moraltheologen Victor Heylen (1906–1981), dem Reformationsgeschichtler Karel Blockx (1925–1983) und dem Archivar Jan Grootaers (1921–2016) gehörte. Fransen ist Verfasser diverser Artikel und Abhandlungen zu dogmentheologischen Stichworten in renommierten theologischen Lexika und Standardwerken (darunter im deutschsprachigen Bereich die 2. Auflage des LThK, das von Karl Rahner mitherausgegebene Fachlexikon Sacramentum Mundi, Herders Theologisches Taschenlexikon und das von Magnus Löhrer initiierte Kompendium Mysterium Salutis). Er war Mitglied der Theologischen Kommission der Bischofskonferenz Belgiens, der Kommission für die Christlich-Jüdischen Beziehungen in Belgien (Commissie voor de Joods-Christelijke Betrekkingen in België) und der Französischen Gesellschaft für marianische Studien (Société Francaise d’Études Mariales, SFEM). Fransen unterhielt auch ökumenische Kontakte zu protestantischen Theologen vor allem in Norddeutschland und England.
Von den mehr als 200 Veröffentlichungen Fransens bis zum Jahr 1974 wurden besonders seine Traktate zur Gnadenlehre und zur Theologie der Sakramente sowie seine konzilshistorischen Forschungen gewürdigt. Seine Studien zu bestimmten Einzelsakramenten (Firmung, Priesterweihe, Krankensalbung) blieben bis über seinen Tod hinaus maßgebend. Fransen besaß die ausgeprägte Fähigkeit, die den unterschiedlichen Dogmatisierungen zugrundeliegenden theologischen Denkmodelle aus ihrem geschichtlichen Kontext heraus überzeugend nachzeichnen und verständlich machen zu können. Er interessierte sich für die geschichtliche Bedingtheit dogmatischer Formulierungen und die daraus resultierenden Konsequenzen für die kirchliche Glaubenslehre und ihr zeitgemäßes Verständnis. Seine Beschäftigung mit dem flämischen Mystiker Jan van Ruysbroeck bestimmte sein Interesse für die Mystik, die als ein Schlüssel für sein Glaubens- und Kirchenverständnis angesehen werden kann. Seine Ekklesiologie war eng mit seinen gnadentheologischen Überlegungen verknüpft und auf den Begriff der Koinonia ausgerichtet; sie gehört zum Komplex der Communio-Ekklesiologie der Konzilszeit.
Piet Fransen wird als liebenswürdige, humorvolle und friedfertige Persönlichkeit beschrieben, die Gottverbundenheit ausstrahlte. Er sprach, lehrte und veröffentlichte in niederländischer, französischer, deutscher und englischer Sprache. Wiewohl überwiegend im Französisch sprechenden Teil Belgiens aufgewachsen, verstand er sich dezidiert als Flame. Fransen starb für seine Umgebung völlig unerwartet wenige Tage vor seinem 70. Geburtstag.

## Werkauswahl
- Die Formel “si quis dixerit ecclesiam errare” auf der 24. Sitzung des Trienter Konzils (Juli bis November 1563) (Freiburg 1951, Auszugsveröffentlichung der Dissertation)
- Als Hrsg. u. Verf. d. Einl.: Kerk der zondaren von Karl Rahner (Antwerpen 1951, erw. ndl. Übers. von Rahners Kirche der Sünder, Freiburg 1948, zur Aufarbeitung der kirchlichen Missbrauchsskandale der NS-Zeit)
- Pour une psychologie de la grâce divine, in: Lumen vitae 12 (1957), S. 209–240
- Faith and the Sacraments (London 1957)
- Gods Genade en de mens. De christen in onze tijd (Antwerpen 1959)
- Gnade und Auftrag. Kurzgefaßte Einführung in die Theologie und Gnadenlehre (Wien 1961)
- L'autorité des Conciles, in: G.E.M. Anscombe (Hrsg.): Problèmes de l'autorité, S. 59–100 (Paris 1962)
- De genade: werkelijkheid en leven (Antwerpen 1965)
- Intelligent Theology (3 Bde., Chicago 1967–1969)
- The New Life of Grace (Tournai, London und New York 1969)
- Das Thema «Ehescheidung nach Ehebruch» auf dem Konzil von Trient (1563), in: Concilium 6 (1970), S. 343–348 (Kurzfassung der Ergebnisse der fortgeführten Doktoratsstudien)
- Dogmengeschichtliche Entfaltung der Gnadenlehre, in: Johannes Feiner, Magnus Löhrer (Hrsg.): Mysterium Salutis 4/2, Benziger, Einsiedeln 1973, S. 631–772
- Als Hrsg. mit Giuseppe Alberigo und Mitautor neben dem Mitherausgeber, Edward Schillebeeckx, Franz-Xaver Kaufmann u. a.: Authority in the church (Sammelband versch. Autoren, Löwen 1983)
- Herman-Emiel Mertens, Frank de Graeve (Hrsg.): Hermeneutics of the councils and other studies (Bibliotheca Ephemeridum Theologicarum Lovaniensium [BETL], 69) 
(Sammelband mit vollst. Bibliographie und einer Sammlung 18 bedeutender Aufsätze Fransens, großteils erstmals in englischer Sprache, Löwen 1985)

Hinweis: Verschiedene Publikationen Fransens in englischer und deutscher Sprache wurden unter dem Autorennamen Peter Fransen veröffentlicht.